# Dave Riley
Dave Riley (Detroit, 30 de julho de 1960 – 24 de dezembro de 2019) foi um músico americano.

## Carreira
Riley começou sua carreira trabalhando em estúdios de gravação na sua cidade natal. Ele foi engenheiro de áudio para George Clinton em vários álbuns dos Parliament/Funkadelic, incluindo Trombipulation e The Electric Spanking of War Babies , e também com o Sly Stone.
No início de 1980 ele se mudou para Chicago e começou a ter interesse no punk rock. Ele tocou em várias bandas, incluindo Savage Beliefs e depois entrou como baixista nos Big Black, o grupo Steve Albini em 1984. Após a separação dos Big Black, tocou em várias bandas, incluindo Bang Camaro e Fudge Tunnel.
Ele também foi o autor do livro Blurry and Disconnected: Tales of Sink-or-Swim Nihilism. Riley morreu no dia 24 de dezembro de 2019, aos 59 anos, em decorrência de um câncer no pulmão e na garganta.